# Jang-ot

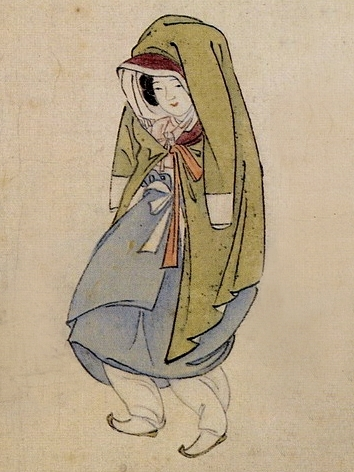
Jang-ot

Ein Jang-ot (장옷) ist ein Oberbekleidungsstück, das von Frauen in der Joseon-Dynastie als Schleier verwendet wurde, um das Gesicht zu verhüllen. Der Jang-ot hat Ähnlichkeit mit dem Durumagi und der Außenjacke des Hanbok. Der Unterschied liegt darin, dass der Jang-ot ein Halsband (git) und ein Band zum Umbinden (goreum) hat. Gemäß den Prinzipien des Konfuzianismus der Joseon-Dynastie war es Frauen nicht erlaubt, ihr Gesicht fremden Männern zu zeigen, weshalb sie ihr Gesicht außerhalb des Hauses auf verschiedene Arten bedeckten.